# Sindromul Stevens-Johnson
Sindromul Stevens-Johnson și necroliza toxică epidermică sunt două afecțiuni rare, acute, caracterizate prin eroziuni severe nazale, cutanate și ale mucoasei bucale, cu un indice de mortalitate variind de la 25% la 80% și cu o incidență de 1 la 1 000 000 de persoane pe an. În cele mai multe cazuri aceste afecțiuni sunt produse de medicamente precum antibioticele,  antiepilepticele sau sulfamidele.